# Matthew Steenvoorden
Matthew Rudolf Maria Steenvoorden (ur. 9 stycznia 1993 w Leidschendamie) – holenderski piłkarz indonezyjskiego pochodzenia, występujący na pozycji środkowego obrońcy w chorwackim klubie HNK Gorica. Były młodzieżowy reprezentant Indonezji i Holandii.